# Ytu reichardti
Ytu reichardti is een keversoort uit de familie Torridincolidae. De wetenschappelijke naam van de soort is voor het eerst geldig gepubliceerd in 1978 door Vanin.